# TV Show
TV Show é o segundo álbum solo do cantor russo Sergey Lazarev. O álbum foi lançado em 2007 e apresenta 12 faixas em inglês, uma faixa regravada em russo e três remixes que servem de faixas bônus. O álbum foi gravado em Londres na Inglaterra. Teve cinco singles lançados oficialmente.

## Faixas
| N.º | Título                | Compositor(es)                                  | Duração |  |
| 1.  | "Music Under My Skin" | P.Martin, T.Woodcock                            | 3:10    |  |
| 2.  | "Everytime"           | P.Barry, B.Davies                               | 4:08    |  |
| 3.  | "Girlfriend"          | P.Martin, B.Adams, M.Read                       | 3:48    |  |
| 4.  | "Shiver"              | G.Stack, P.Reine                                | 3:10    |  |
| 5.  | "Breakthrough"        | S.Balsamo, B.Robbins                            | 3:26    |  |
| 6.  | "Rebound"             | D.Frank, B.Adams                                | 3:59    |  |
| 7.  | "Curiosity"           | J.Taylor, B.Adams                               | 3:37    |  |
| 8.  | "Shattered Dreams"    | C.Datchler                                      | 3:15    |  |
| 9.  | "Almost Sorry"        | C.Landon, T.Murphy                              | 3:52    |  |
| 10. | "Do Me Right"         | A.Dannvik, M.Ek                                 | 3:15    |  |
| 11. | "He Said She Said"    | C.Mason, M.Ek                                   | 3:39    |  |
| 12. | "TV Or Radio"         | S.Halldin, J.Thander, F.Westlund                | 3:16    |  |
| 13. | "Vspominay"           | P.Barry, B.Davies, М.Bordyukova, Sergey Lazarev | 4:08    |  |

Faixas Bônus
| Lista de faixas |                                 |                   |         |  |
| N.º             | Título                          | Compositor(es)    | Duração |  |
| 14.             | "Shattered Dreams (Metro Mix)"  | C. Datchler       | 5:52    |  |
| 15.             | "Shattered Dreams (Kid 79 Mix)" | C. Datchler       | 5:38    |  |
| 16.             | "Everytime(Vorontsov Club Mix)" | P.Barry, B.Davies | 6:59    |  |